# Jiaozuo
Jiaozuo (焦作S, JiāozuòP) è una città con status di prefettura della provincia dell'Henan, nella Cina centro-orientale. Gli abitanti di Jiaozuo parlano principalmente il mandarino Zhongyuan, ma possono comunicare anche in mandarino standard.

## Storia

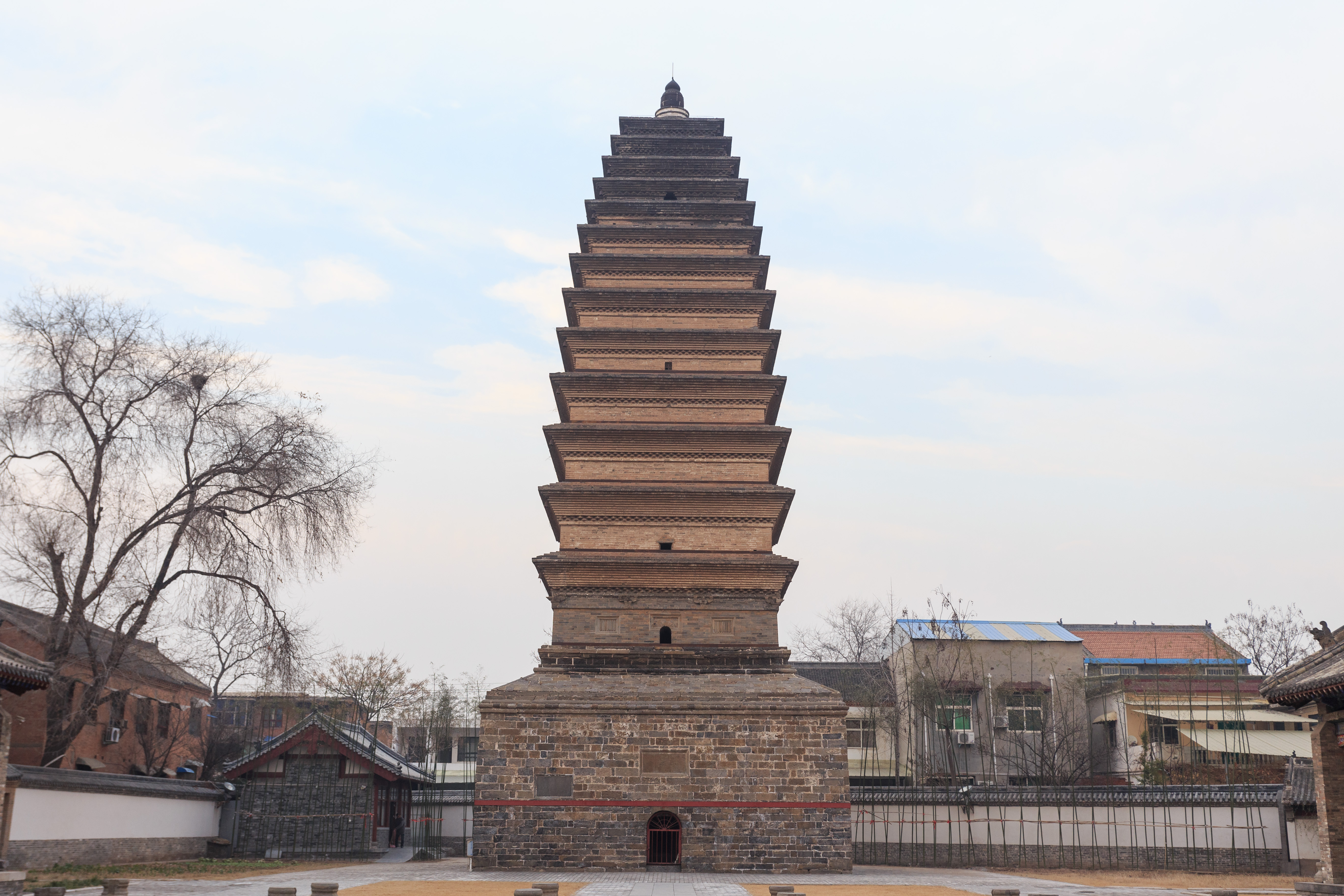
Pagoda dei Tre Buddha 天宁寺三圣塔

Il territorio di Jiaozuo è uno dei luoghi d'origine della civiltà cinese, e ha visto la nascita di miti come quello di Yu Gong che sposta le montagne. È la patria di celebrità cinesi come Sima Yi, Han Yu e Li Shangyin. La contea di Wen, che fa parte della sua giurisdizione, era il feudo di Lü Bu, e l'Imperatore Han Xian fu relegato a Shanyang dopo essere stato deposto.
La moderna città di Jiaozuo si è sviluppata attorno all'industria del carbone. Nel 1898, gli inglesi aprirono una miniera di carbone in questa area. Oggi, le risorse di carbone sono esaurite.

## Economia
Le principali industrie di Jiaozuo includono la produzione di macchinari, la fabbricazione di batterie, le nuove energie come l'energia idrogeno, la produzione di componenti automobilistici, la produzione di cuscinetti, la produzione di prodotti in alluminio, l'agricoltura moderna e il turismo.

## Geografia antropica

### Suddivisioni amministrative
La prefettura di Jiaozuo è a sua volta divisa in 4 distretti, 2 città e 4 contee.
- Distretto di Jiefang - 解放区 Jiěfàng Qū ;
- Distretto di Shanyang - 山阳区 Shānyáng Qū ;
- Distretto di Zhongzhan - 中站区 Zhōngzhàn Qū ;
- Distretto di Macun - 马村区 Mǎcūn Qū ;
- la città di Mengzhou - 孟州市 Mèngzhōu Shì ;
- la città di Qinyang - 沁阳市 Qìnyáng Shì ;
- Contea di Xiuwu - 修武县 Xiūwǔ Xiàn ;
- Contea di Bo'ai - 博爱县 Bó'ài Xiàn ;
- Contea di Wuzhi - 武陟县 Wǔzhì Xiàn ;
- Contea di Wen - 温县 Wēn Xiàn.

## Trasporto

### Treno
- Stazione ferroviaria di Jiaozuo (Cinese semplificato: 焦作火车站)